# Kvina

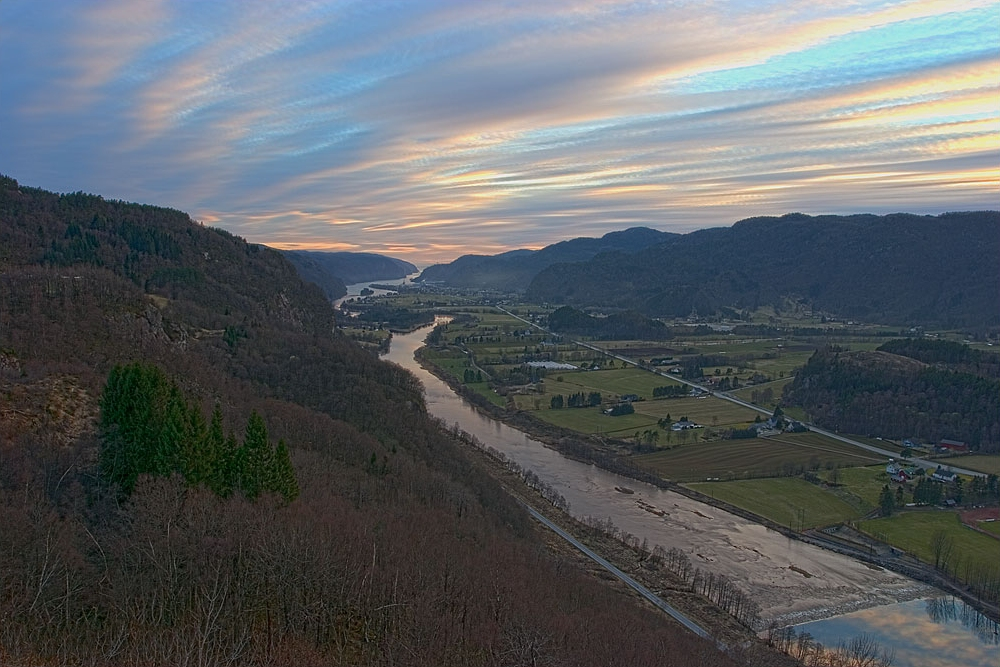
Älven Kvina sydväst om Liknes.

Kvina är en älv i Agder fylke i södra Norge.
Kvina är 132 kilometer lång, upprinner med flera källflöden mot dåvarande Aust-Agder fylke, rinner genom Kvinesdal till Fedafjorden, nära staden Flekkefjord och bildar flera forsar, bland annat Rafoss med en fallhöjd på 47 meter och den med vattenkraftverk utbyggda Trælandsfoss.